# Máquina frigorífica

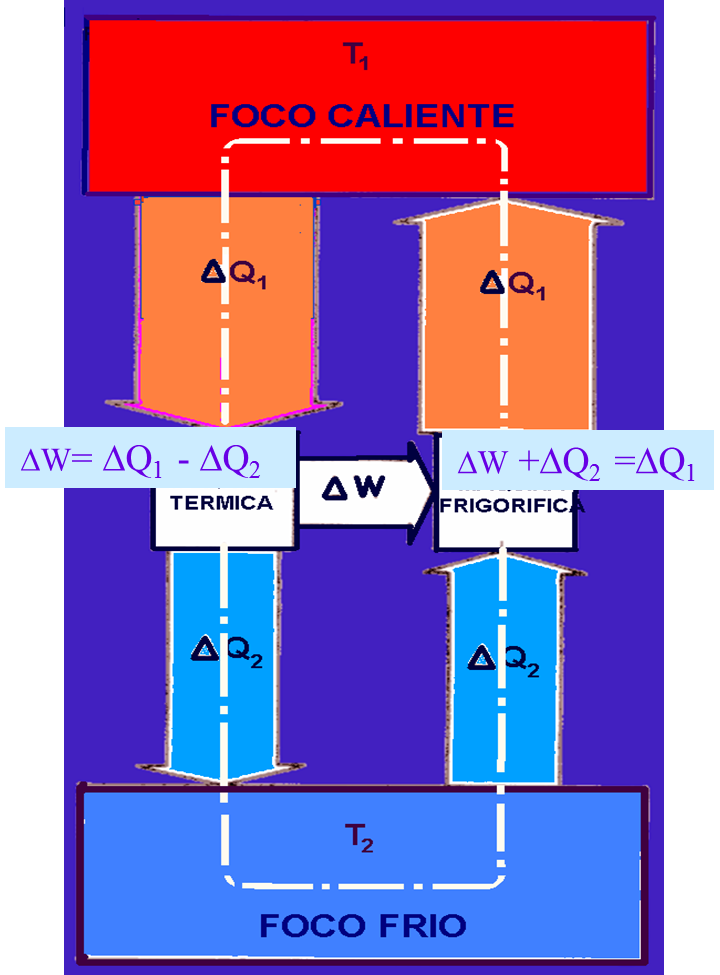
Máquina térmica-Máquina frigorífica

Una máquina frigorífica (en inglés: Chiller) es un dispositivo cíclico que transfiere energía térmica desde una región de baja temperatura hasta otra de alta temperatura, gracias al trabajo aportado desde el exterior, generalmente por un Compresor (máquina) movido por un motor eléctrico, aunque pueden existir compresores arrastrados por un motor térmico, como ocurre en muchos vehículos. Los ciclos en los cuales operan se llaman ciclos de refrigeración, de los cuales el empleado con más frecuencia es el ciclo de refrigeración por compresión de vapor. Otro ciclo muy empleado es el ciclo de refrigeración de gas y también el de refrigeración por absorción.
Los fluidos de trabajo utilizados en estos ciclos se llaman refrigerante o fluidos frigorígenos, que en distintas partes de la máquina sufren transformaciones de presión, temperatura y fase (líquida o gaseosa) y mediante las cuales se realiza la transferencia de energía.
Otro dispositivo de idénticas características, es la bomba de calor. En realidad, ambos son, en esencia, los mismos dispositivos, que solo difieren en sus objetivos. La máquina frigorífica tiene como objetivo extraer calor de un espacio frío, para mantener su baja temperatura, transfiriéndolo o desechándolo en otra zona de mayor temperatura.
El objetivo de una bomba de calor es aportar calor a un espacio para mantenerlo caliente, tomándolo de una fuente de baja temperatura, como el aire exterior frío o el agua de un pozo.

## Ciclo frigorífico de compresión
El ciclo frigorífico más utilizado es el de compresión de vapor que es el inverso del de la máquina de Carnot. El ciclo de Carnot es totalmente reversible, por consiguiente todos los procesos que comprende pueden invertirse. El ciclo permanece exactamente igual, excepto que las direcciones de cualquier interacción de calor y de trabajo están invertidas.

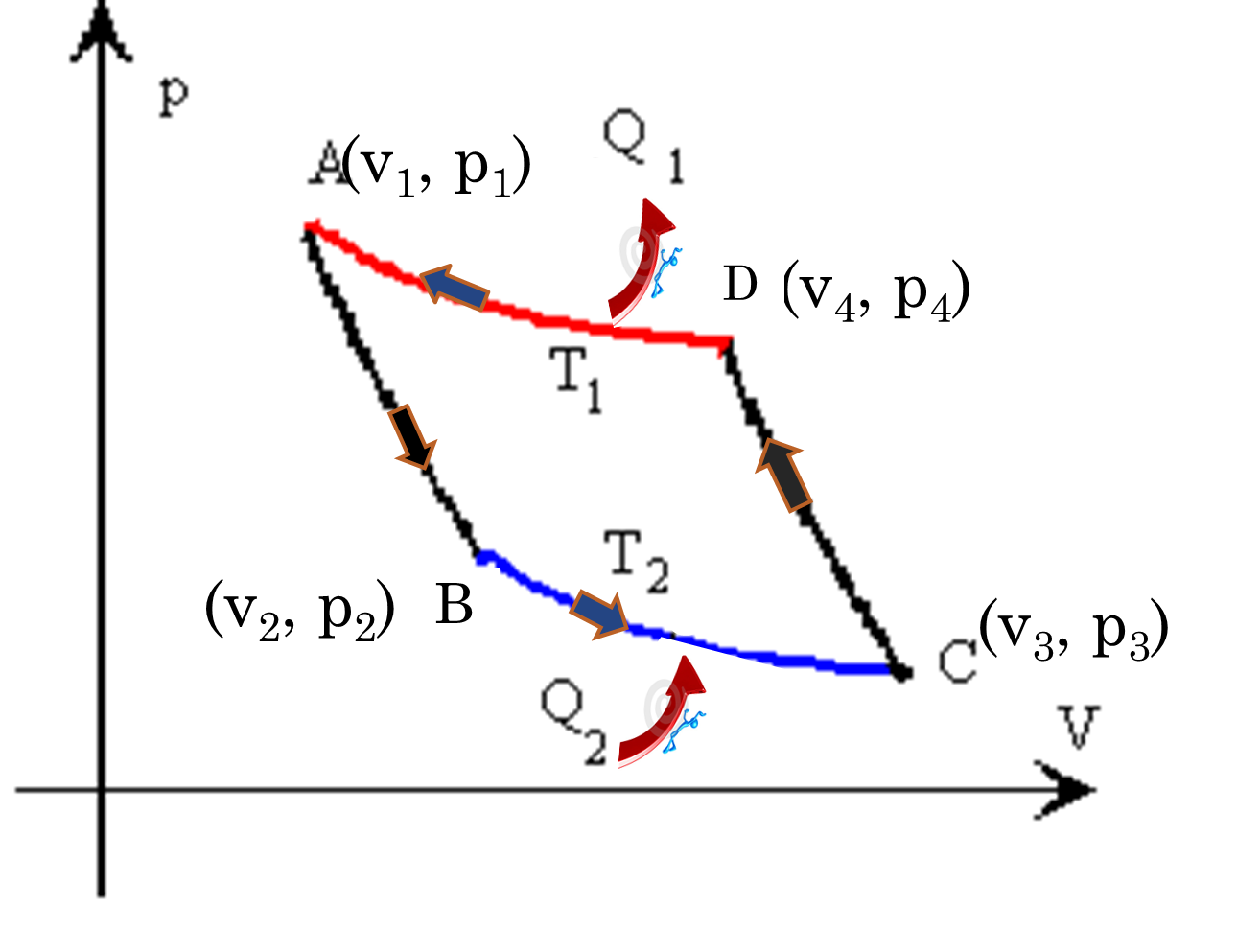
Ciclo de refrigeración de Carnot

### CoP máximo teórico
Se absorbe calor en una cantidad {\displaystyle Q_{2}} del foco frío y se deposita en la cantidad {\displaystyle Q_{1}} en el foco caliente, para lo que se aporta un trabajo {\displaystyle W}. Los principios enunciados por Carnot se pueden expresar aquí del modo siguiente:
1.-  La eficiencia de una máquina frigorífica irreversible, siempre es menor que la eficiencia de una reversible que opera entre los mismos focos.
2.- Las eficiencias de todas las máquinas frigoríficas reversibles que operan entre los dos mismos focos son iguales.
La eficiencia para esta máquina teniendo en cuenta que el beneficio obtenido es la cantidad de calor {\displaystyle Q_{2}} extraída del foco frío, es:
{\displaystyle CoP_{R}={\frac {Q_{2}}{W}}={\frac {Q_{2}}{Q_{1}-Q_{2}}}={\frac {T_{2}}{T_{1}-T_{2}}}={\frac {1}{{\frac {T_{1}}{T_{2}}}-1}}}
Para la bomba de calor, el beneficio obtenido es la cantidad de calor que deposita en el foco caliente, por tanto:
{\displaystyle CoP_{BC}={\frac {Q_{1}}{W}}={\frac {Q_{1}}{Q_{1}-Q_{2}}}={\frac {T_{1}}{T_{1}-T_{2}}}={\frac {1}{1-{\frac {T_{2}}{T_{1}}}}}}
Esta es la eficiencia o el CoP  máximo teórico de una máquina frigorífica o una bomba de calor que operan entre dos focos con temperaturas {\displaystyle T_{1}}  y  {\displaystyle T_{2}}, lo cual permite comparar máquinas reales con máquinas reversibles  que trabajen entre las mismas temperaturas;
- - Si {\displaystyle CoP_{real}=CoP_{reversible}} Se trata de una máquina ideal reversible
  - Si {\displaystyle CoP_{real}<CoP_{reversible}}  Se trata de una máquina real[5]
  - Si {\displaystyle CoP_{real}>CoP_{reversible}} Es imposible que exista tal máquina

### CoP teórico de funcionamiento
Cuando la máquina es real y trabaja en un ciclo con un refrigerante determinado, se puede representar el ciclo en el diagrama correspondiente:
El punto 1 como se puede ver en el diagrama, está situado a la salida del condensador del que el refrigerante sale en  estado de líquido saturado, por eso está sobre esa curva en el diagrama. A partir de este punto el líquido pasa por la válvula de expansión, en la que se produce una caída de presión sin intercambio de calor, es decir a entalpía constante. Por eso la línea 1-2 representa la evolución del fluido al pasar por la válvula de laminación.

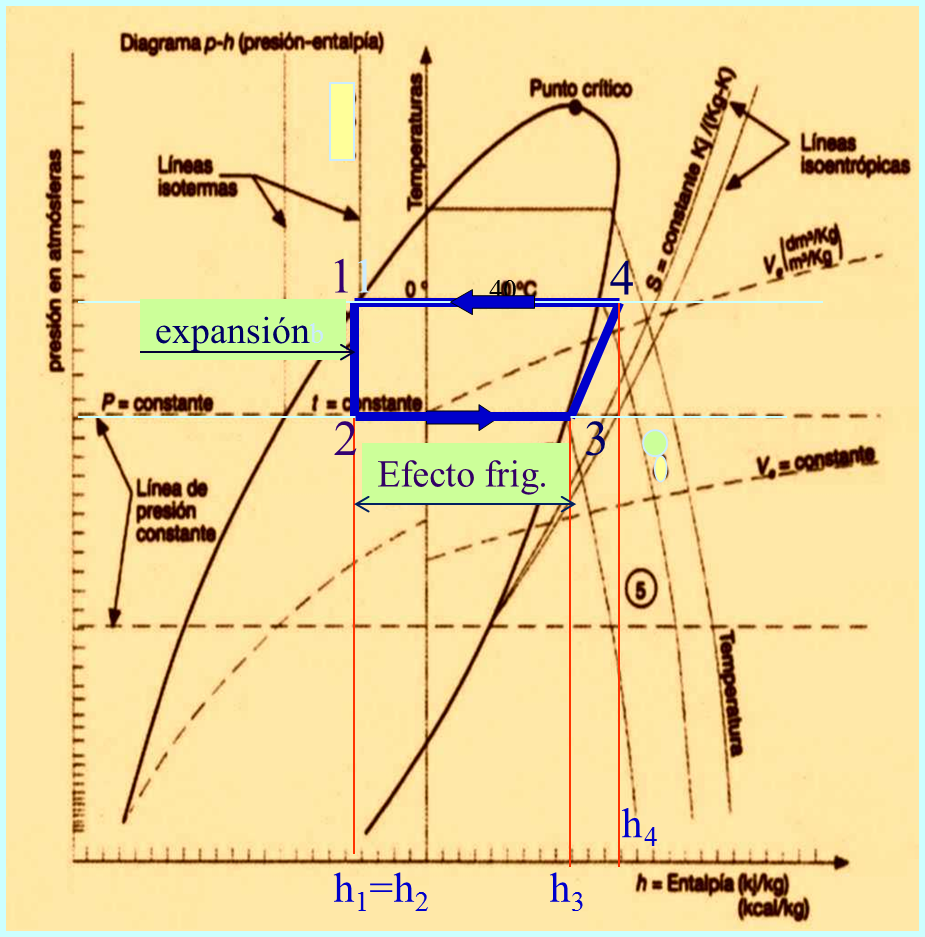
Diagrama P-h. Ciclo frigorífico teórico de compresión

A partir del punto 2 el refrigerante entra en el evaporador. Cuando lo hace, parte del refrigerante ya está en estado de vapor; por la expansión rápida y por el calor que toma en el tramo de tubería desde la válvula hasta el evaporador. La línea 2-3 representa la evolución del fluido dentro del evaporador, por tanto, la diferencia entre la entalpía del punto 3 y la del punto 2, que se lee en el eje de abcisas, es la cantidad de calor que ha absorbido el refrigerante para evaporarse, o lo que es lo mismo, la cantidad de calor que se ha extraído del aire ambiente, que es el objetivo de una máquina frigorífica, por eso a este valor se le llama efecto frigorífico. La línea es horizontal porque durante este proceso de cambio de fase, la presión permanece constante.
{\displaystyle h_{3}-h_{2}=efecto\;frigorifico}
El punto 3 es la salida del evaporador por tanto el refrigerante estará en forma de vapor saturado, por eso se encuentra encima de la curva correspondiente. Después de ese punto, el vapor es aspirado y comprimido por el compresor hasta la presión de condensación. La evolución del refrigerante en el compresor se considera a entropía constante y queda representada en la línea 3-4. La diferencia de entalpías de estos dos puntos es el trabajo teórico aportado por el compresor.
{\displaystyle h_{4}-h_{3}=trabajo\;del\;compresor}
El punto 4 corresponde a la salida del compresor y la entrada en el condensador. En el condensador se va a producir un cambio de fase de vapor a líquido. Como en el caso del evaporador, la línea representativa es horizontal, ya que se producirá a temperatura y presión constantes. La diferencia de entalpías entre el punto 4 y el punto 1 es el calor cedido al ambiente en el condensador, que es el objetivo de la bomba de calor. Se puede apreciar que este calor es la suma del absorbido en el evaporador más el correspondiente al trabajo del compresor, algo lógico para volver al punto inicial y cerrar el ciclo.
{\displaystyle h_{4}-h_{1}=calor\;de\;condensacion}
Si con estos datos se calcula el CoP, será:
Para la máquina frigorífica:
{\displaystyle CoP_{R}={\frac {Q_{2}}{W}}={\frac {efecto\;frigorifico}{Trabajo\;de\;compresion}}={\frac {h_{3}-h_{2}}{h_{4}-h_{3}}}}
Para la bomba de calor:
{\displaystyle CoP_{BC}={\frac {Q_{1}}{W}}={\frac {calor\;de\;condensacion}{trabajo\;de\;compresion}}={\frac {h_{4}-h_{1}}{h_{4}-h_{3}}}}
Este valor expresa el CoP Teórico de funcionamiento de una máquina frigorífica o una bomba de calor reales, que trabajan con un refrigerante determinado, operando también entre dos temperaturas{\displaystyle T_{1}}  y  {\displaystyle T_{2}}. Esta eficiencia sigue siendo teórica, dado que el ciclo trazado en el diagrama también lo es, puesto que no se tienen en cuenta las irreversibilidades del proceso.

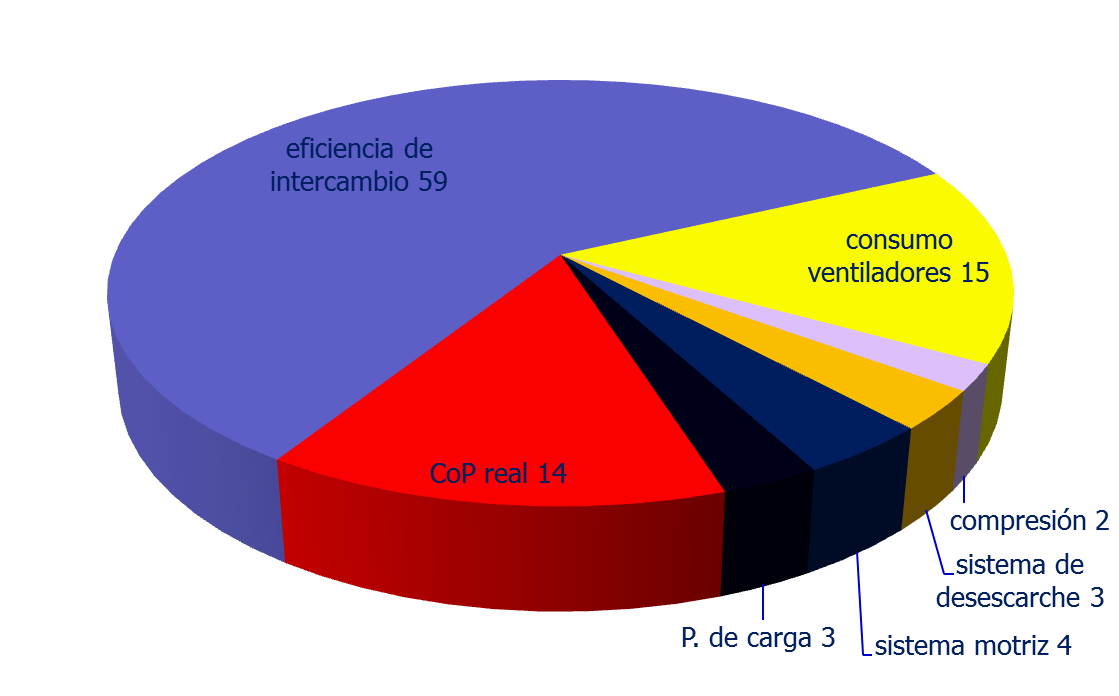
Pérdidas de eficiencia de una máquina frigorífica de compresión

### CoP real
Si se llevan al diagrama los valores de la presión y temperatura del refrigerante tal como evolucionan en el funcionamiento de una máquina real, el ciclo teórico queda distorsionado.  Por una parte, las presiones o temperaturas al paso por evaporador y condensador no se mantienen  constantes, sino  que sufren una caída correspondiente a las pérdidas de presión por fricción en los serpentines  de ambos intercambiadores. En el punto 3, se produce una pequeña pero brusca caída adicional de presión, debida al paso del refrigerante por la restricción de la válvula de admisión. Lo mismo ocurre en el punto 4 con la válvula de escape. La presión alcanzada por el compresor, debe ser superior a la teórica para compensar estas pérdidas de carga.
Tampoco la adiabática real de compresión es exactamente isentrópica, sino que corresponde a una transformación politrópica con exponente inferior a la adiabática y lo mismo ocurre con la expansión adiabática en la válvula, que se desvía de la vertical dependiendo del estado del vapor que queda en el espacio nocivo del compresor al finalizar la carrera de descarga. El funcionamiento del ciclo en régimen húmedo o seco, tiene una gran influencia en la desviación de estas líneas respecto a las teóricas.
Con todas estas circunstancias, el CoP  que se puede esperar de una máquina real, es bastante inferior a los obtenidos anteriormente. La influencia de cada una de las irreversibilidades en la pérdida de eficiencia del ciclo, se muestran en el diagrama de sectores. En él se ve que la mayor pérdida se produce por razón de la eficacia del intercambio de calor. Esta, se puede mejorar mucho con el uso de ventiladores, pero ellos suponen un consumo a mayores que hay que contabilizar. Como se indica, el CoP real se queda en un 15 % respecto del máximo teórico obtenido por la ecuación de Carnot. Usando técnicas de optimización del ciclo se puede alcanzar hasta un 20 %.
El CoP real  de una máquina real funcionando en unas condiciones determinadas, se puede obtener por la relación entre la energía térmica realmente extraída en un tiempo determinado (Potencia frigorífica), y la energía consumida en el mismo tiempo (Potencia consumida), es decir, la medida por un contador (watímetro).

### CoP estacional
En el caso de la bomba de  calor, el CoP depende mucho de las condiciones del ambiente exterior, que es la fuente fría de donde se extrae el calor. Como la temperatura exterior es variable con las condiciones climáticas, el CoP instantáneo o de un corto intervalo de tiempo, no es representativo del rendimiento que obtendremos a lo largo del periodo invernal, que a la postre es lo que interesa. Para paliarlo, se utiliza el CoP estacional, que es un cociente entre la energía térmica aportada por la máquina durante todo el invierno y la energía eléctrica consumida en el mismo periodo, es decir, la correspondiente a calefacción en los recibos de electricidad de la temporada invernal.